# Едо Мулахалиловић
Едо Мулахалиловић (Сарајево, 23. март 1964 — Београд, 27. јун 2010) био је сарајевски композитор, текстописац и продуцент.
Музичку каријеру је започео успешно већ као дечак награђиван на такмичењима ученика музичких школа широм некадашње Југославије. У тринаестој години је имао први солистички концерт на класичој гитари.
У лето 1983. заједно са Пјером Жалицом (басист и познати редитељ) и Изудином Колечићем (бубњар) оснива групу „Баобаб“ у којој је и гитарист и певач. Ова тројка 1985. заједно са Хајрудином Варешановићем оснива групу „Хари Мата Хари“ која до 1990. постаје једна од најпопуларнијих у СФРЈ.
Године 1991, објављује кантауторски албум „Једна је пјесма цијелога живота“ али рат спречава ширу промоцију и турнеју.
Заједно са братом Адијем је 1993. учествовао на избору за првог представника независне Босне и Херцеговине на Песми Евровизије са песмом Босна ће још пјевати. Едо и Ади Мулахалиловић су били аутори композиције Остани крај мене са којом су Алма Чарџић и Дејан Лазаревић на Песми Евровизије 1994. у Даблину представљали Босну и Херцеговину.
Од 1996. до 2002. је као композитор и продуцент радио у Финској на око двадесет албума са разним скандинавским извођачима.
Едо је био члан ГРАМЕКС-А и ТЕОСТО-А (друштво ауторског права финских композитора). Током 2000-их живео је и радио у Сарајеву где је имао свој властити студио и продукцију.
У фебруару 2010. је у сарајевској „Зетри“ одржан хуманитарни концерт за тада већ тешко болесног Еду Мулахалиловића, на којем су пред око 10.000 гледалаца наступили „Плави оркестар“, „Лету штуке“, „Бомбај штампа“, Дино Мерлин, Младен Војичић Тифа, и други. Током програма „Евросонг 2010“ у којем је представљен представник БиХ на Песми Евровизије 2010, Алма и Дејан су по први пут од 1994. певали песму „Остани крај мене“ у част Еда Мулахалиловића.
Едо Мулахалиловић је преминуо у Београду 27. јуна 2010, у 5:45 часова ујутро рака плућа.